# Éléonore d'Albuquerque

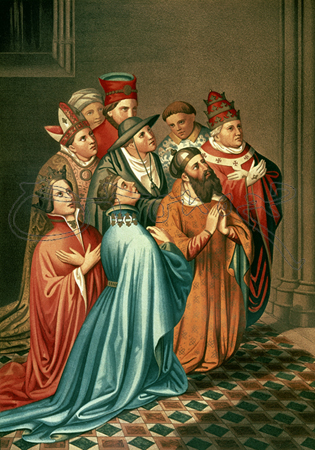
Éléonore d'Albuquerque

Éléonore d’Alburquerque, née en 1374 dans la province de Salamanque (Espagne) et morte le 16 décembre 1435 à Medina del Campo (Espagne), est reine d’Aragon de 1412 à 1416, du fait de son mariage (en 1393) avec l'infant de Castille Ferdinand, petit-fils du roi Pierre IV d'Aragon. 
Elle est aussi connue sous le nom d’Éléonore de Castille, « Éléonore Urraca de Castille »[pas clair], comtesse d’Albuquerque et a reçu le surnom de  « la Ricahembra » ( « femme riche », tant par la beauté que par l'argent).
De 1412 à 1416, Éléonore d'Albuquerque est titrée reine d'Aragon, de Valence, de Sardaigne et de Corse[pas clair], de Majorque et de Sicile, ainsi que duchesse en titre d’Athènes et de Néopatrie, comtesse de Barcelone, du Roussillon et de Cerdagne.

## Biographie

### Origines familiales
Elle est la fille Sanche de Castille, fils illégitime du roi Alphonse XI de Castille et de sa maîtresse Leonor de Guzmán. Il est tué lors d'une émeute le 19 février 1374, de sorte qu'Éléonore naît probablement posthume. 
Sa mère est l’infante Béatrice de Portugal (1347-1381), fille de Pierre Ier de Portugal et d’Inés de Castro. 
Elle a un frère aîné, Fernando Sánchez, second comte d’Albuquerque.

### Une riche héritière (1385)
Éléonore, qui a perdu sa mère en 1381, perd son frère, qui meurt sans descendance, en 1385, lors de la bataille d'Aljubarrota : elle hérite donc du titre de comtesse d'Albuquerque, accompagné des nombreux fiefs constituant un domaine féodal important (d'où son surnom), principalement dans la Rioja et en Estrémadure. 
Outre le prestige de son ascendance de rois de Castille et de Portugal, elle est désormais une riche héritière, qui apportera une dot importante à son époux.

### Projets de mariage avec Fadrique Enriquez, puis avec Ferdinand
Elle est d'abord promise en mariage à son cousin Fadrique Enriquez (mort en 1394), duc de Benavente, mais cet engagement est rompu en 1390, en raison des dissensions entre Fadrique et l'archevêque de Tolède, Pedro Tenorio, au sein du conseil de régence du roi Henri III, encore mineur. 
De plus, la demi-sœur de Fadrique, Éléonore de Navarre, complote par ailleurs contre Henri III. 
Ce dernier s'étant marié en 1390 avec Catherine de Lancastre, on peut alors envisager de marier son frère cadet, Ferdinand, qui n'est alors âgé que de 10 ans : il est donc fiancé à Éléonore, qui a 6 ans de plus. Le mariage est célébré trois ans plus tard.

### Mariage avec l'infant Ferdinand et descendance
Éléonore épouse donc en 1393 Ferdinand, second fils du roi de Castille Jean Ier et de sa première épouse, l'infante Éléonore d'Aragon, fille de Pierre IV. 
De leur union naîtront sept enfants :
1. En 1396, l'infant primogènit Alphonse († 1458), prince de Gérone, plus tard roi d'Aragon sous le nom d'Alphonse V, de Valence sous le nom d'Alphonse III, de Sardaigne et Corse sous le nom d'Alphonse II, de Majorque, de Sicile et de Naples sous le nom d'Alphonse Ier, et comte de Barcelone sous le nom d'Alphonse IV, de Roussillon et de Cerdagne sous le nom d'Alphonse Ier.
2. En 1398, l’infant Jean d'Aragon († 1479), roi de Navarre par mariage entre 1425 et 1441 puis par usurpation entre 1441 et 1479), et enfin roi d'Aragon, de Sicile, de Valence, de Majorque et de Sardaigne et Corse (sous le nom de Jean Ier), comte de Barcelone, de Roussillon et de Cerdagne entre 1458 et 1479.
3. En 1400 l’infant Henri d'Aragon († 1445), comte d'Empúries et seigneur de Sogorb, épouse en 1418 sa cousine Catherine de Castille, duchesse de Villena.
4. En 1400 ou 1401 l'infant Sanche d'Aragon († 1416)[1].
5. En 1402 l'infante Éléonore d'Aragon († 1445), épouse d'Édouard Ier l'Éloquent (1391-1438) roi de Portugal entre 1433 et 1438.
6. En 1403, l’infante Marie d'Aragon († 1445), première épouse de Jean II de Castille (6 mars 1405 – 20 juillet 1454), roi de Castille de 1406 à 1454, qui est son cousin.
7. En 1406 l'infant Pierre d'Aragon, duc de Noto († 1438).

### Reine d'Aragon (1412-1416): la question du Grand schisme
En 1410, le roi Martin Ier d'Aragon meurt, ce qui ouvre une crise de succession de deux ans, l'« interrègne aragonais ». Pendant les deux années qui suivent, Ferdinand est un des prétendants au trône d'Aragon. Pour éviter une guerre civile, les Cortès de Catalogne, de Valence et d'Aragon décident d'un arbitrage, qui aboutit au compromis de Caspe : Ferdinand, soutenu par  l'antipape Benoît XIII (Pedro Martinez de Luna), est désigné comme roi d’Aragon le 28 juin. Il règnera jusqu'à sa mort en 1416. 
Pendant ces quatre années de règne, Éléonore, souhaitant que le Grand schisme d'Occident prenne fin, fait pression sur son époux pour qu'il contraigne l'antipape à abdiquer. Ferdinand, d'abord hésitant car il sait qu'il lui doit en partie son trône, finit par accéder au souhait de sa femme qui est aussi celui de l'empereur Sigisimond. 
Il demande à Benoît XIII d'abdiquer comme l'ont fait l'antipape Jean XXIII et le pape Grégoire XII. Mais Benoît, qui estime avoir été élu dans le strict respect des règles, ne cède pas et s'enferme dans le château de Peníscola (royaume de Valence), où il va résister jusqu'à sa mort en 1423, bien après celle de Ferdinand.

### Après la mort de Ferdinand: retour en Castille
Veuve, Éléonore retourne en Castille accompagnée de ses fils Jean et Henri, les « infants d'Aragon ».
En 1421, elle promulgue son « Organisation des foires »[pas clair], qu'elle signe « La reine triste »[réf. nécessaire].
Elle assiste aux luttes de pouvoir entre ses fils contre les partisans roi Jean II, dirigé par Álvaro de Luna. Celui-ci confisque une partie de ses biens et envoie les deux infants en exil en 1430. 

### Mort et funérailles
Retirée à Medina del Campo, elle reçoit la nouvelle de la défaite de la flotte aragonaise à Ponza (5 août), au cours de laquelle ses fils ont été faits prisonniers par les Génois. 
Elle meurt en quelques mois plus tard, en décembre.
Sa tombe, d'une grande simplicité[réf. nécessaire], se trouve dans l'ancien palais royal de Medina del Campo, où sont nés Ferdinand et ses enfants[pas clair], devenu le monastère Santa Maria la Real de Nájera : une table de pierre portant les armoiries royales. 
Son corps n'a jamais été emmené à la nécropole royale d'Aragon du monastère de Poblet ; un gisant y a cependant été sculpté par Pierre Oller en 1417 à la demande de son fils Alphonse.